# SuperLiga 2007
Navigation
Édition suivante
La SuperLiga 2007 était la 1re édition de cette compétition.
Elle a été remportée par le CF Pachuca face au Los Angeles Galaxy sur le score cumulé de un but à un, quatre tirs au but à trois.

## Participants
Pour cette première édition les équipes ont été invitées par les organisateurs.
Le tableau des clubs qualifiés était le suivant :
| Nation     | Club                  |
| Mexique    | Club América          |
| Mexique    | Chivas de Guadalajara |
| Mexique    | CA Monarcas Morelia   |
| Mexique    | CF Pachuca            |
| États-Unis | FC Dallas             |
| États-Unis | D.C. United           |
| États-Unis | Houston Dynamo        |
| États-Unis | Los Angeles Galaxy    |

### Groupe A

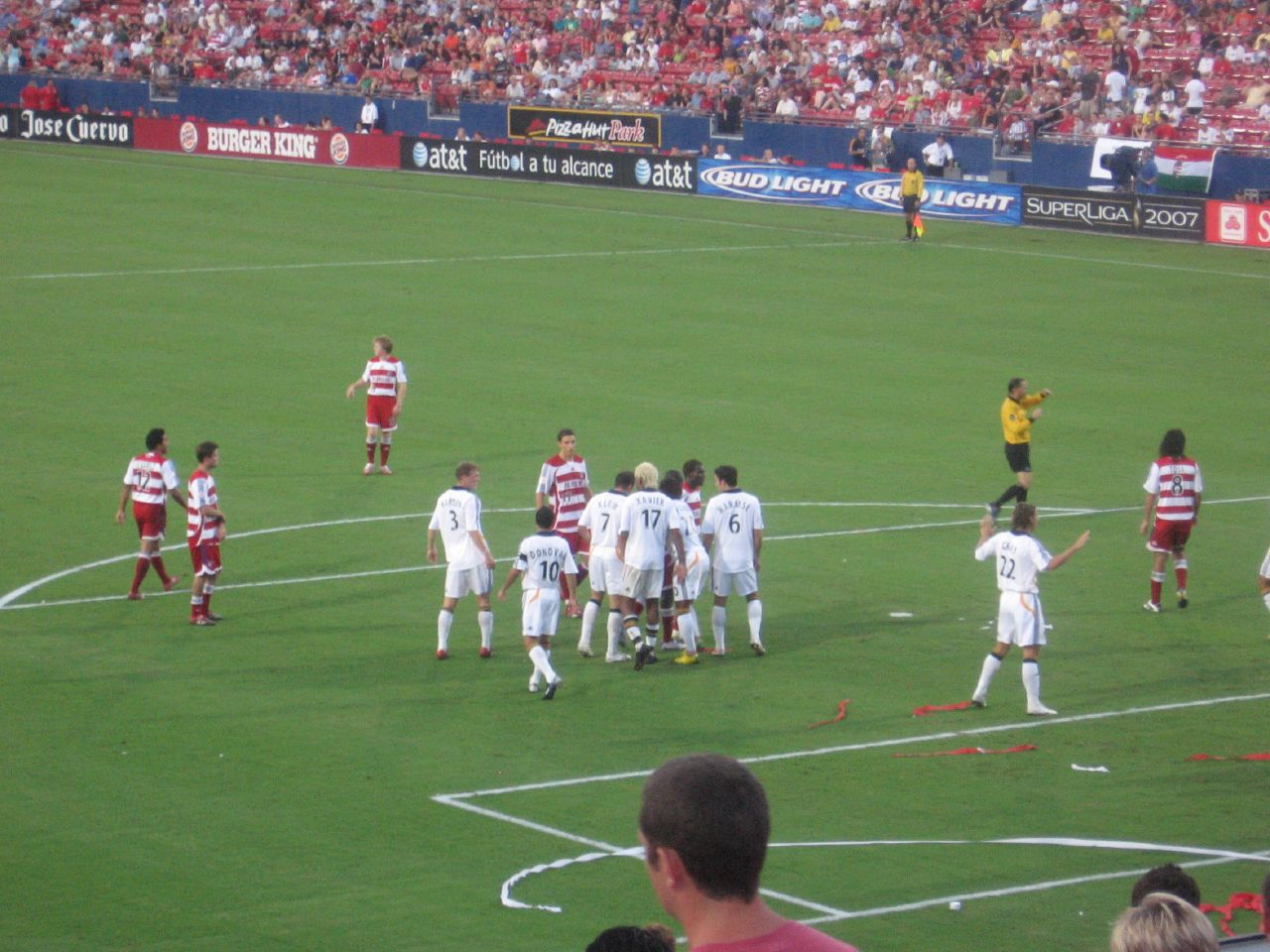
FC Dallas-Los Angeles Galaxy le 31 juillet 2007.

## Stades
| Stade                         | Ville           | Capacité      |
| Los Angeles Memorial Coliseum | Los Angeles     | 92 516 places |
| RFK Stadium                   | Washington D.C. | 56 692 places |
| Robertson Stadium             | Houston         | 32 000 places |
| Home Depot Center             | Carson          | 27 000 places |
| Toyota Park                   | Bridgeview      | 21 210 places |
| Pizza Hut Park                | Frisco          | 21 193 places |
| Dick's Sporting Goods Park    | Commerce City   | 18 500 places |

## Phase finale

### Tableau final
|  | Demi-finales           | Demi-finales          |                    |       | Finale                | Finale                |
|  | Demi-finales           | Demi-finales          |                    |       | Finale                | Finale                |
|  |                        |                       |                    |       |                       |                       |
|  | 15 août 2007 à Carson  | 15 août 2007 à Carson |                    |       | 29 août 2007 à Carson | 29 août 2007 à Carson |
|  | 15 août 2007 à Carson  | 15 août 2007 à Carson |                    |       | 29 août 2007 à Carson | 29 août 2007 à Carson |
|  | Los Angeles Galaxy     | 2                     |                    |       | 29 août 2007 à Carson | 29 août 2007 à Carson |
|  | Los Angeles Galaxy     | 2                     |                    |       | 29 août 2007 à Carson | 29 août 2007 à Carson |
|  | D.C. United            | 0                     |                    |       | 29 août 2007 à Carson | 29 août 2007 à Carson |
|  | D.C. United            | 0                     | Los Angeles Galaxy | 1 (3) |                       |                       |
|  | 14 août 2007 à Houston |                       | Los Angeles Galaxy | 1 (3) |                       |                       |
|  |                        | CF Pachuca            | 1 (4)              |       |                       |                       |
|  | Houston Dynamo         | CF Pachuca            | 1 (4)              | 2 (3) |                       |                       |
|  | Houston Dynamo         |                       |                    | 2 (3) |                       |                       |
|  | CF Pachuca             | 2 (4)                 |                    |       |                       |                       |
|  | CF Pachuca             | 2 (4)                 |                    |       |                       |                       |

### Demi-finales
| 14 août 2007 | Houston Dynamo                                                           | 2 - 2 (a.p.)      | Pachuca                                    | Robertson Stadium, Houston                       |                                                  |
| 22:00 CDT    | DeRosario 4e · Ianni 13e · Robinson 83e · Ashe 102e                      |                   | Cacho 28e · Chitiva 62e · Chitiva 85e      | Spectateurs : 21 712 Arbitrage : Ricardo Salazar | Spectateurs : 21 712 Arbitrage : Ricardo Salazar |
| 22:00 CDT    | « (Rapport) »(Archive.org • Wikiwix • Archive.is • Google • Que faire ?) |                   |                                            | Spectateurs : 21 712 Arbitrage : Ricardo Salazar | Spectateurs : 21 712 Arbitrage : Ricardo Salazar |
| 22:00 CDT    | Barrett · Wondolowski · Mulrooney · Ching · Ngwenya                      | Tirs au but 3 - 4 | Salazar · Caballero · Rey · Álvarez · Lugo | Spectateurs : 21 712 Arbitrage : Ricardo Salazar | Spectateurs : 21 712 Arbitrage : Ricardo Salazar |

| 15 août 2007 | Los Angeles Galaxy        | 2 - 0 | D.C. United | The Home Depot Center, Carson              |                                            |
| 22:00 PDT    | Beckham 27e · Donovan 47e |       |             | Spectateurs : 17 223 Arbitrage : Alex Prus | Spectateurs : 17 223 Arbitrage : Alex Prus |
| 22:00 PDT    | (Rapport)                 |       |             | Spectateurs : 17 223 Arbitrage : Alex Prus | Spectateurs : 17 223 Arbitrage : Alex Prus |

### Finale
| 29 août 2007 | Los Angeles Galaxy                                  | 1 - 1 (a.p.)      | Pachuca                                               | The Home Depot Center, Carson                  |                                                |
| 20:00 PDT    | Klein 90+3e                                         |                   | Vagenas 29e (csc)                                     | Spectateurs : 12 500 Arbitrage : Carlos Batres | Spectateurs : 12 500 Arbitrage : Carlos Batres |
| 20:00 PDT    | (Rapport)                                           |                   |                                                       | Spectateurs : 12 500 Arbitrage : Carlos Batres | Spectateurs : 12 500 Arbitrage : Carlos Batres |
| 20:00 PDT    | Vagenas · Jones · Klein · Buddle · Donovan · Xavier | Tirs au but 3 - 4 | Lugo · Rey · Caballero · Manzur · Cabrera · Rodríguez | Spectateurs : 12 500 Arbitrage : Carlos Batres | Spectateurs : 12 500 Arbitrage : Carlos Batres |

## Meilleurs buteurs
| Rang | Joueur                     | Club               | Buts |
| ---- | -------------------------- | ------------------ | ---- |
| 1    | Landon Donovan             | Los Angeles Galaxy | 4    |
| 2    | Arturo Alvarez             | FC Dallas          | 3    |
| 2    | Alan Gordon                | Los Angeles Galaxy | 3    |
| 4    | Chris Klein                | Los Angeles Galaxy | 2    |
| 4    | Carlos Ruíz                | FC Dallas          | 2    |
| 4    | Rafael Márquez Lugo        | Pachuca            | 2    |
| 7    | Marcio Antonio Batista     | Monarcas Morelia   | 1    |
| 7    | David Beckham              | Los Angeles Galaxy | 1    |
| 7    | Omar Bravo                 | Guadalajara        | 1    |
| 7    | Salvador Cabañas           | América            | 1    |
| 7    | Juan Carlos Cacho          | Pachuca            | 1    |
| 7    | Brian Ching                | Houston Dynamo     | 1    |
| 7    | Andrés Chitiva             | Pachuca            | 1    |
| 7    | Gonzalo Choy               | Monarcas Morelia   | 1    |
| 7    | Dwayne DeRosario           | Houston Dynamo     | 1    |
| 7    | Rod Dyachenko              | D.C. United        | 1    |
| 7    | Christian Giménez          | Pachuca            | 1    |
| 7    | Christian Gómez            | D.C. United        | 1    |
| 7    | Kevin Harmse               | Los Angeles Galaxy | 1    |
| 7    | Federico Insúa             | América            | 1    |
| 7    | Nate Jaqua                 | Houston Dynamo     | 1    |
| 7    | Luis Ángel Landín          | Monarcas Morelia   | 1    |
| 7    | Diego Martínez             | Monarcas Morelia   | 1    |
| 7    | Juan Carlos Mosqueda       | América            | 1    |
| 7    | Joseph Ngwenya             | Houston Dynamo     | 1    |
| 7    | José Antonio Olvera        | Guadalajara        | 1    |
| 7    | Carlos Pavón               | Los Angeles Galaxy | 1    |
| 7    | Eddie Robinson             | Houston Dynamo     | 1    |
| 7    | Francisco Javier Rodríguez | Guadalajara        | 1    |
| 7    | Abe Thompson               | FC Dallas          | 1    |
| 7    | Juan Carlos Toja           | FC Dallas          | 1    |